# الروح (مسلسل)
الروح مسلسل فلسطيني من إنتاج فضائية الأقصى التابعة لحركة المقاومة الإسلامية (حماس)، وإخراج الفلسطيني عمار التلاوي. تمت أعمال تمثيله وإخراجه في قطاع غزة، يتحدث عن المقاومة المسلحة في الضفة المحتلة وقطاع غزة، كما يقدم عدداً من عمليات المقاومة الفلسطينية التي مرت بمراحل متعددة.

## المحتوى
المسلسل ومن خلال الأمني لبعض حلقاته، لم يخل من التركيز على الإحتياطات الأمنية التي يتخذها المجاهدون أثناء عملهم، وقد وصل في بعض مشاهده إلى الإبداع في توصيل الفكرة التي تهتم خصيصًا بالتوعية الأمنية للمجتمع الفلسطيني، وكان ذلك في عدة مشاهد سيطرق لبعضها.
على سيبيل المثال تناولت واحدة من حلقات المسلسل مسألة ما يعرف بـ «العصافير»، حيث يعتقل «خالد» من داخل المستشفى ويُدخل إلى زنزانة فيها عدد من العملاء الذين يتقمصون أدوار معتقلين، إلا أن خالد لا يقع في شباكهم بفضل وعيه الأمني، ولم يتمكنوا من أخذ المعلومات منه بأي طريقة، مما اضطرهم لنقله من الزنزانة لأنه بدأ يفسد عليهم عملهم ويقوم بتوعية كل وافد جديد على الزنزانة. ويقدم المسلسل في بعض حلقاته خطابًا توجيهيا يتناول العملاء وخطورة الوقوع في هاوية التعامل مع العدو، عبر تقديم شخصية العميل «أبو جمال» الذي يندم ويحاول التكفير عن خيانته بتنفيذ عملية ضد جيش الاحتلال.[بحاجة لمصدر]
في حلقة أخرى قصة خيالية لهروب عدد من المعتقلين الفلسطينيين من سجن جلبوع الإسرائيلي عبر نفق، وهو ما تحقق بالفعل عام 2021.